# 義慈王
義慈王（ぎじおう、599年 - 660年）は、百済の第31代、最後の王（在位：641年 - 660年）で、諱は義慈。第30代の武王の嫡男である。母は不詳。（新羅の真平王の娘・善花公主という説、百済貴族出身の沙宅王后という説がある。）『旧唐書』高宗本紀などには扶余義慈として現れる。彼を最後に百済は滅亡したため諡されず、諱のまま義慈王と呼ばれる。
高句麗と共同し新羅を攻めていたが、逆に唐・新羅同盟を成立させてしまい、660年に唐に滅ぼされた。孝、泰、隆、演、豊（扶余豊璋）、勇（百済王善光）の6人の王子の名が確認できるほか、庶子41人がいた。

## 生涯
幼い頃から父母を非常に敬って、兄弟と親しく過ごしたから臣民らが彼を「海東曽子」と呼んで称頌をした。また太子の名前を「孝」と付けたほど親孝行を強調した。632年に太子に立てられ、641年に先代の武王の死により即位し、唐からは「柱国・帯方郡王・百済王」に封ぜられた。
義慈王は即位するとただちに貴族中心の政治運営体制に改革を行った。642年に異母弟の翹岐とその母妹女子4人を含んだ高名人士40人を島で放逐した。すると貴族らの権力が弱化されて王権が強化された。しかし王権強化のための義慈王の極端な措置のため、王族と貴族の間に対立が深刻になって、百済支配層の分裂が発生するようになった。またこのころは日本に朝貢もしており、王子豊璋王と禅広王（善光王）を人質として倭国に滞在させていた。なお、放逐された王族翹岐と倭国に人質として送られた王子豊璋王を同一人物とする西本昌弘や鈴木靖民らの見解がある。
642年7月に単独で新羅に親征し、獼猴など40城余りを下した。8月には将軍の允忠に兵1万を率いさせて派遣し、大耶城（慶尚南道陜川郡）を攻撃した。この攻撃は大勝に終わり、降伏してきた城主を妻子ともども斬首し、男女1千人を捕虜とし百済の西部に移住させた。(このとき斬首にされた城主の妻は金春秋（後の武烈王）の娘、古陀炤公主)また643年に高句麗と同盟（麗済同盟）して新羅の党項城（京畿道華城市）を奪おうとしたが、新羅が唐に救援を求めたため、新羅攻撃は中止することとなった。
この間も唐に対して朝貢を続けており、新羅を国際的に孤立させて追い詰めようとしていたところが、新羅と唐との接触を招くこととなった。このとき唐からは百済・新羅の両国に対して和平を進めた。しかしこの後も644年から649年にかけて新羅との間に激しく戦争が行われた。はじめこそ一進一退であったが、徐々に金庾信（『三国史記』金庾信列伝によると、金庾信は中国黄帝の子・少昊の子孫である）の率いる新羅軍に対して敗戦気味となり、649年8月に道薩城（忠清北道槐山郡）付近で大敗した。
651年に唐に朝貢した折には、高宗から新羅との和睦を進める璽書を送られたが、その後も新羅との争いは止まらず、655年には高句麗・靺鞨と組んで新羅の30城を奪っている。しかしこの頃から連戦連勝で驕慢になった義慈王は酒色に走り、既に朝政を顧みなかったという。また、これを厳しく諫めた佐平の成忠（あるいは浄忠）を投獄したため、この後諫言する者はいなくなった。
660年、唐の高宗は詔をして蘇定方に大軍13万を率いて海路より進ませ、新羅の武烈王・金庾信の軍5万と連合（唐・新羅の同盟）して百済を攻めることとなった。百済の側では迎撃と籠城とで意見が分かれたが、白江（錦江の支流）に引き込んで迎撃することしたが、結果として大敗を続けた。唐・新羅軍が首都の泗沘城（忠清南道扶餘郡）まで迫ると、義慈王はいったん太子とともに北方へ逃れた。このときに王の第2子の泰が自ら王を名乗って泗沘城を固守したが、太子の子の文思が隆に相談して、唐軍が去ったとしても自立した泰に害せられることを恐れて投降した。これを見た泰も開城して投降し、逃げのびていた義慈王も諸城を挙げて降伏し、ここに百済は滅んだ。
義慈王は捕虜として妻子とともに長安に送られた。660年11月1日、洛陽に滞在中だった津守吉祥、伊吉博徳ら日本の遣唐使一行が、捕虜となった義慈王ら百済の王族・貴族の50人（『旧唐書』では58人）が護送されるのを目撃している。義慈王は同年のうちに唐で病死したとされるため、それから年末までの2ヶ月間に死亡したと推測される。「金紫光禄大夫・衛尉卿」の爵号を贈られた。また、隆には司稼卿の爵号が贈られた。
百済は早くから中国江南政権に朝貢しており、建康に都を置いた国家に朝貢使節を送って冊封を受けていた。義慈王の墓は、江南政権の呉と陳の各々最後の君主だった孫皓と陳叔宝の傍らに作られている。孫皓と陳叔宝の降伏後、中国は西晋、隋において統一されたが、江南政権と関係の深かった百済最後の王を江南政権最後の君主（現在の洛陽市かその近くに葬られた）の傍らに葬ることで、唐は西晋や隋に続く天下統一をアピールしようとした。
2000年になって故百済の地で、百済王の陵墓とされる陵山里古墳群に付け足して、義慈王の仮墓が造られた。

## 百済の滅亡後
百済滅亡後、子の一人豊璋が倭国の軍事援助を受け、復興戦争を行うが、白村江の戦いで大敗して失敗に終わった。また唐は、百済旧領に熊津都督府を置いて羈縻州としたが、百済遺民を慰撫するため、665年、義慈王の王子の扶余隆を熊津都督・百済郡公・熊津道総管兼馬韓道安撫大使として旧百済王城の熊津城に入れ、その統治に当たった。その後、新羅の勢力が強くなり、都督府は撤退を余儀なくされた。高句麗、百済の地は新羅、渤海、靺鞨に分割され、百済の影響は朝鮮半島から完全に消滅する。677年2月、唐は扶余隆の封爵をかつての百済国王と同じ光禄大夫・太常員外卿・熊津都督・帯方郡王に格上げし、熊津都督府を回復しようとしたが、既に百済旧領は新羅領となっており、隆は熊津城に帰ることが出来なかった。682年、隆は洛陽に没し、輔国大将軍の爵号を追贈された。武則天が隆の孫の扶余敬に衛尉卿を授けて帯方郡王に封じたが、旧領の回復は全く出来ず、子孫も断絶した。1920年、扶余隆の墓誌が洛陽で出土し、中国史料や『三国史記』などには記載されていない隆の経歴や爵号、生没年などが判明した。

## 子孫
王妃は恩古という女性。
子の一人善光の子孫は百済王（くだらのこにきし）の氏姓を賜り、日本の貴族として続いた。
孝、泰、隆、演、豊璋、勇の子孫は王の氏姓、萊州王氏として続いた。